# War on Screen
War on Screen je francouzský filmový festival, který se zaměřuje na zobrazování válečných konfliktů v kinematografii. Byl založen v roce 2013. Filmový festival se koná každoročně po dobu sedmi dnů začátkem října v Châlons-en-Champagne a v několika sousedních městech, např. Mourmelon-le-Grand a Suippes.

## Dějiny
V roce 2012 dostal Philippe Bachman, generální a umělecký ředitel Comète - Scène nationale de Châlons-en-Champagne, nápad založit filmový festival věnovaný zobrazování skutečných nebo imaginárních konfliktů. První ročník se konal v roce 2013.
Festivalu se zúčastnily také osobnosti filmu, ať už jako hosté nebo porotci, například Albert Dupontel, Bertrand Blier, Atiq Rahimi, Mike Leigh, Bertrand Tavernier, Michel Portal nebo Jean-Jacques Annaud.
Festival War on Screen se opírá o institucionální, mediální i privátní sponzory. Má finanční podporu města Châlons-en-Champagne, Communauté d'agglomération Châlons-en-Champagne, departementu Marne a regionu Grand Est a Centre national du cinéma et de l'image animée.
V roce 2013 se festivalu zúčastnilo více než 5000 návštěvníků a promítalo se 100 filmů z 25 zemí; v roce 2015 měl festival 12 500 návštěvníků, bylo uvedeno 100 filmů a zastoupeno 32 zemí. V roce 2024 dosáhl počet 20 226 návštěvníků, 93 filmů a 43 zastoupených zemí.